# Вікторія (екіпаж)

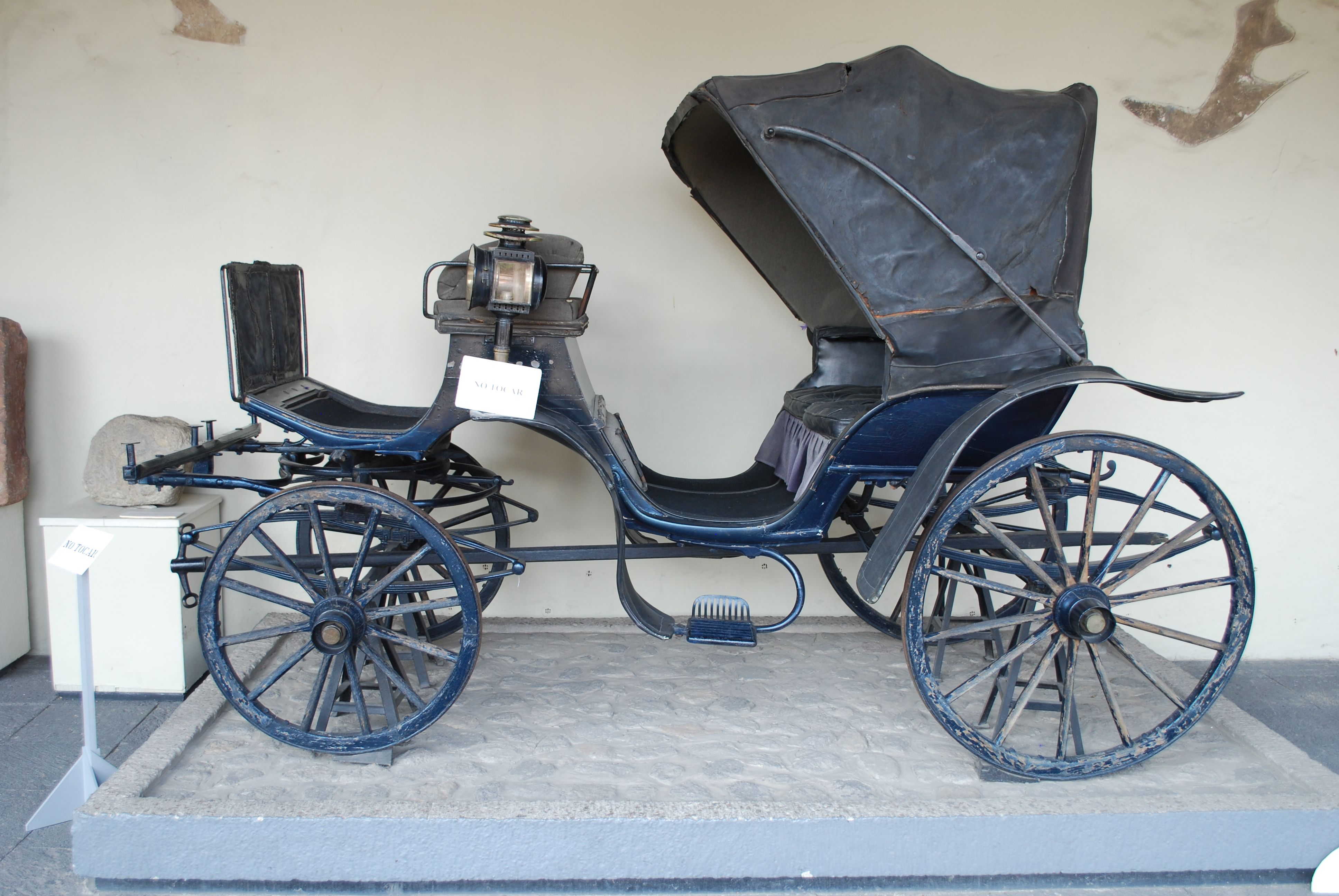
Вікторія в палаці Кортеса, Куернавака, Мексика

Вікторія — це елегантний чотириколісний відкритий екіпаж без дверей, запряжений одним або двома кіньми, на основі фаетона з додаванням місця кучера спереду та з висувним дахом над пасажирським місцем.
Названий на честь королеви Вікторії, він, можливо, базувався на фаетоні, виготовленому для Георга IV. Тип був виготовлений за деякий час до 1844 року, але отримав назву victoria приблизно в 1870 році після того, як один був імпортований до Англії Едвардом VII, тодішнім принцом Уельським, у 1869 році. Запряжена одним або двома кіньми, це стало модним стилем екіпажу для дам, які каталися в парку.
Вікторія має низький кузов з сидінням, розташованим вперед, для двох пасажирів під висувним калашом і піднятим сидінням водія на залізному каркасі. У панельному багажнику вікторії, яку іноді плутано називають кабріолетом , коробка під сидінням водія забезпечує зберігання, «багажник» і утворює приладову панель.  У Grand Victoria розкладне сидіння позаду водія вміщує додаткових пасажирів; Victoria-Hansom була пізнішою формою кебу на основі Victoria.
Ford Crown Victoria отримав свою назву від карети. Він використовувався як загальний термін для легких кінних екіпажів у Мумбаї.

## Галерея

### Вікторія

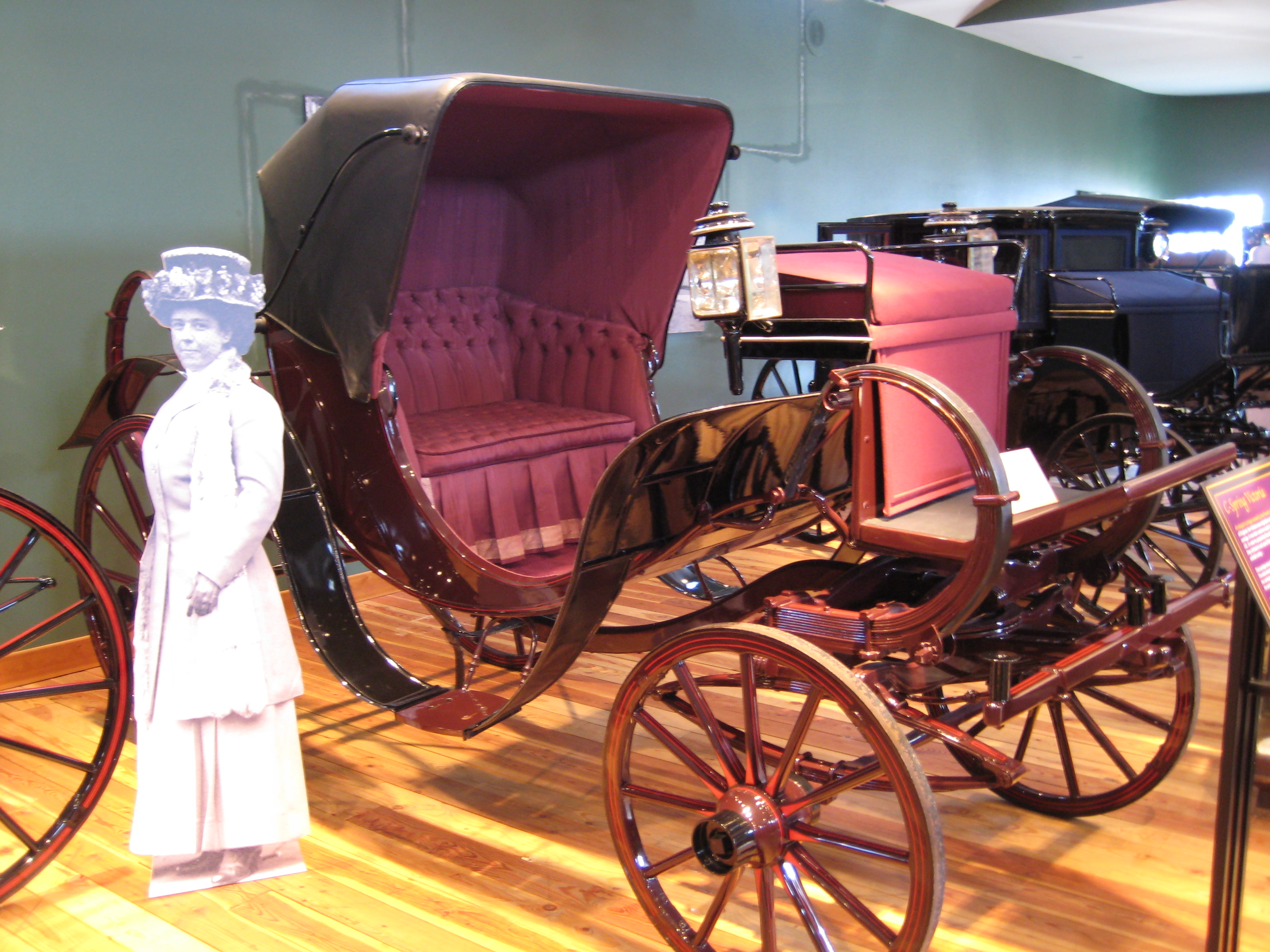
Вікторія в Реймонді, штат Вашингтон
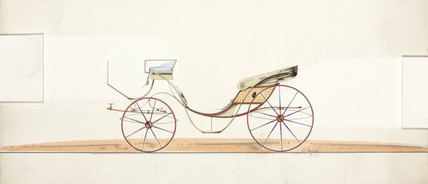
Дизайн вікторії 19-го століття від Hooper &amp;Co., виробників екіпажей королеви Вікторії та принца Уельського
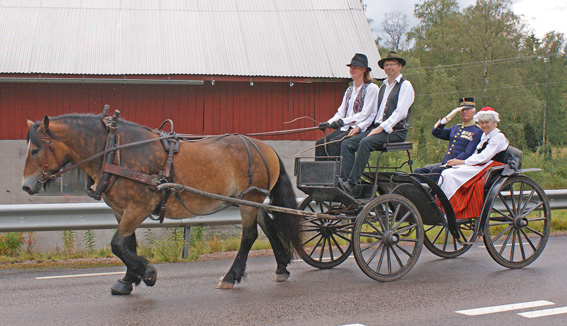
Шведські наречені і наречена у Вікторії, 2012 рік

### Панельні вікторії

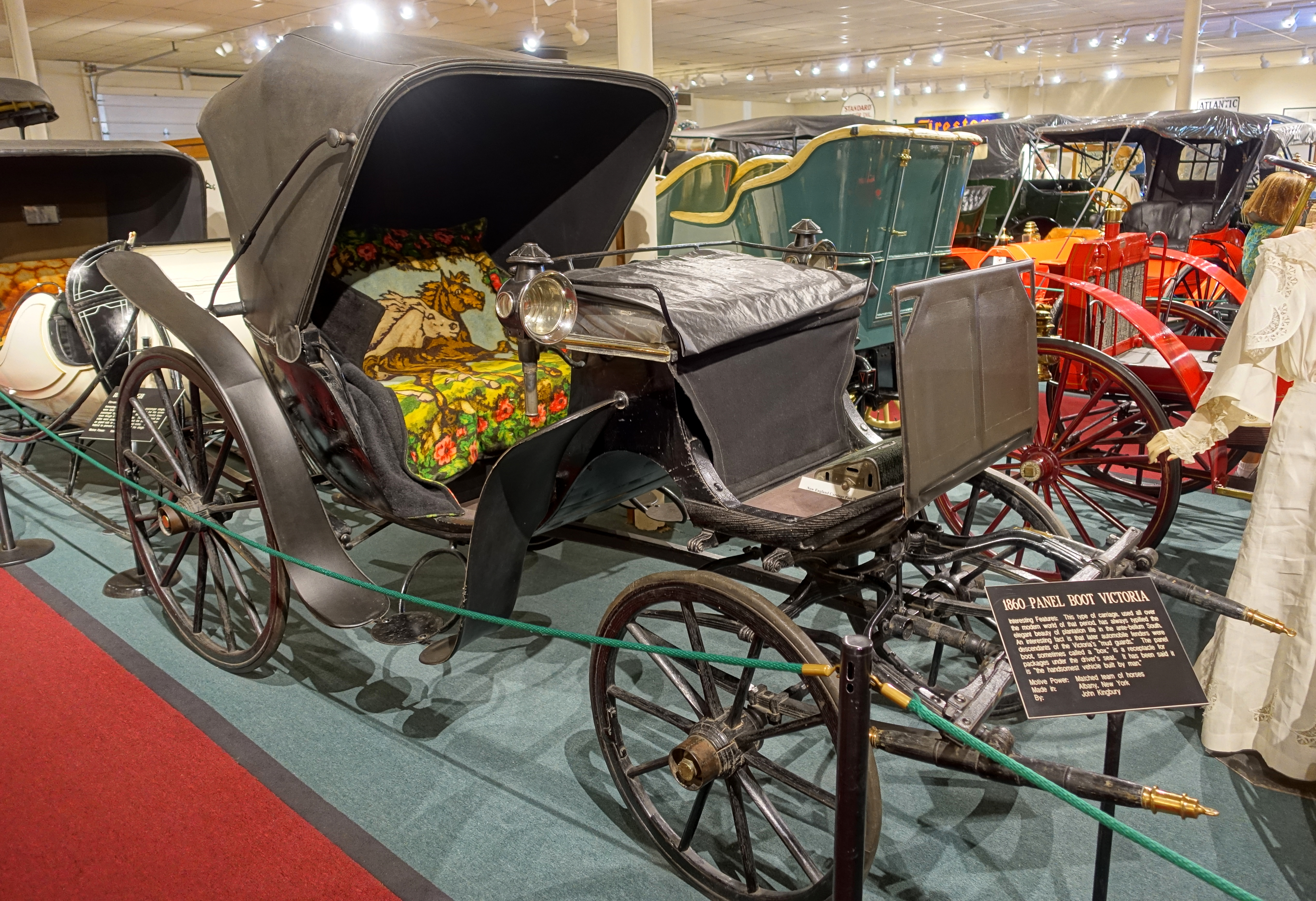
1860 панельна Вікторія Джона Кінгбері,Олбані, Нью-Йорк
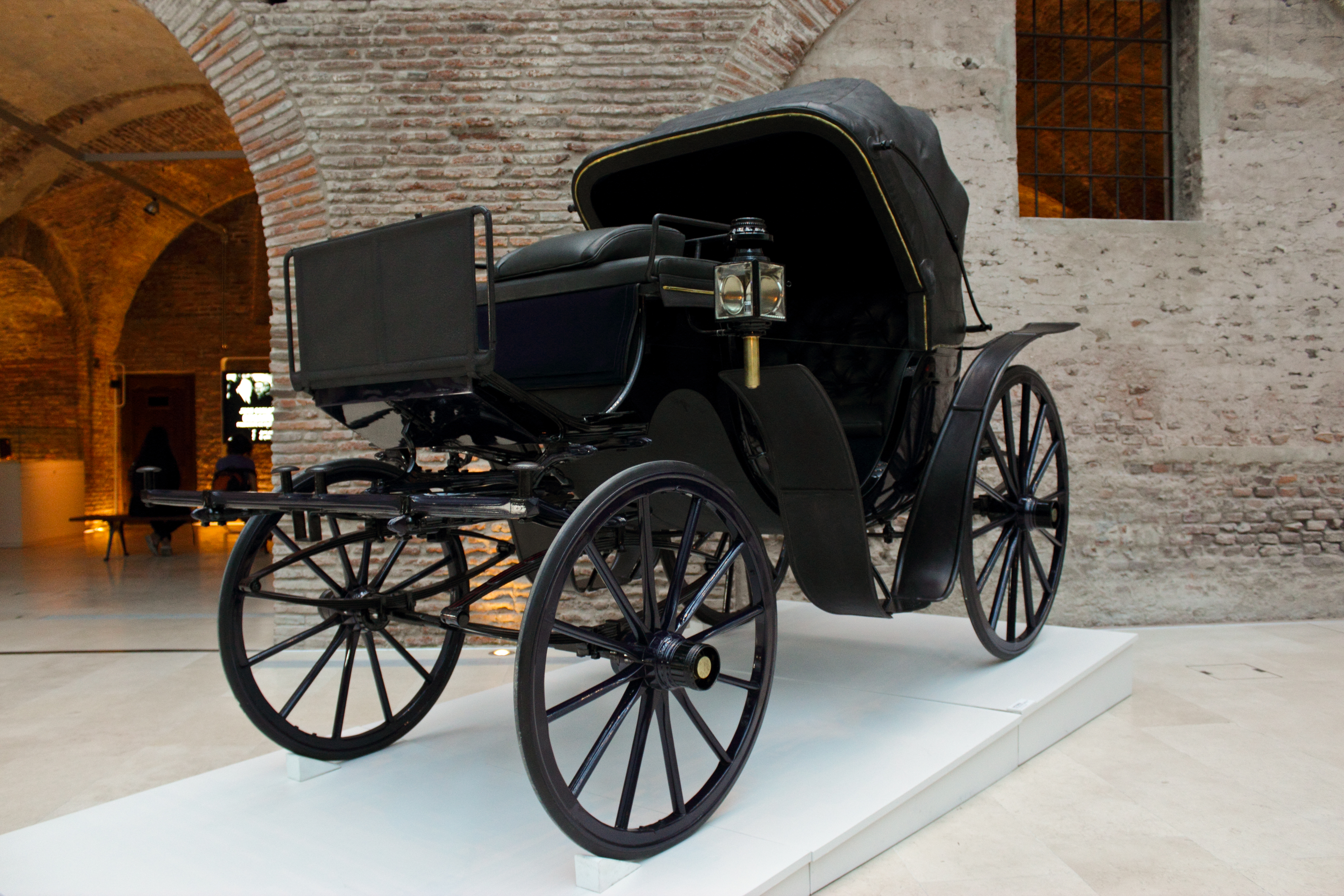
Президент Аргентини Вікторія в Museo del Bicentenario,Буенос-Айрес
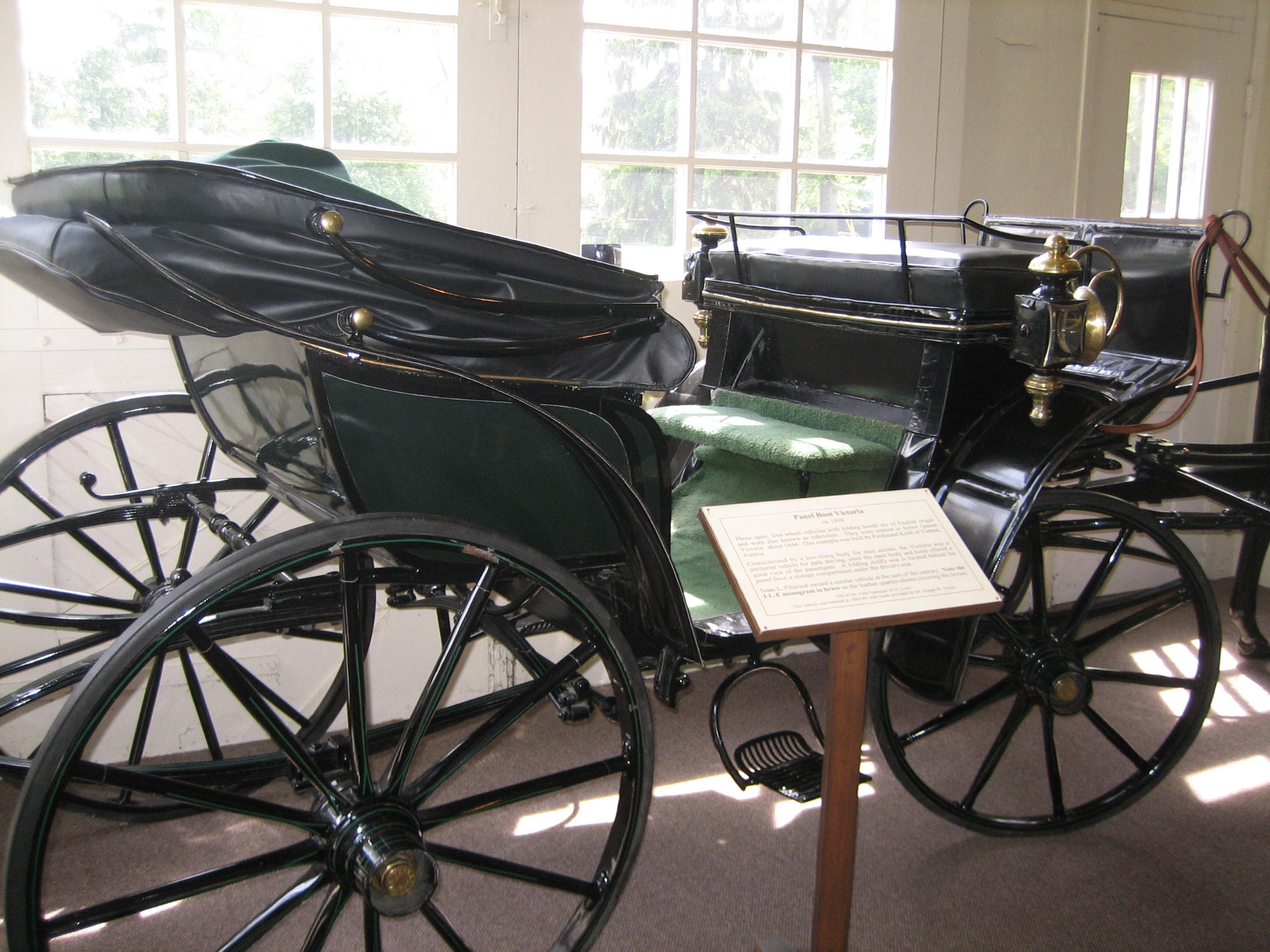
Панельна Вікторія з передньою лавкою, що відкидається,Еллвуд Хаус,Декалб, Іллінойс